# اباقا خان
اباقا خان (درگذشتهٔ ذیحجه ۶۸۰ (قمری) در همدان) فرزند و جانشین هلاکو خان و دومین پادشاه از سلسله ایلخانان ایران است. جنگ‌های داخلی بین مغولان و درگیری بین ایلخانان ایران و همسایگان مغول شمالی شان یعنی اردوی زرین در زمان اباقا شدت یافت. سرانجام اباقا توانست در سال ۶۶۸ ه.ق. /۱۲۷۰ م. با شکست دادن همسایگان شمالی آرامش را به مرزهای شمال شرقی ایران بازگرداند. در دهه بعدی او متوجه مرزهای غربی شد، در این زمان سلاجقه روم به عنوان متحدان مغول‌ها بر آسیای صغیر حکم می‌راندند، در سال ۶۷۴ ه.ق. /۱۲۷۶ م. اداره حکومت در دست وزیر سلطان سلجوقی معین‌الدین سلیمان معروف به پروانه بود، بیبرس سلطان مملوک مصر بر لشکر مغول مستقر در آسیای صغیر تاخت و شمار زیادی از مغولان را بکشت و پس از این یورش به مرزهای قبلی خود بازگشت. ایلخان مغول، اباقا، در تبریز از واقعه خبردار شد و در حال رهسپار آسیای صغیر شد و در رزمگاه بر انبوه کشتگان مغول بگریست.
ایلخان تا سال ۶۸۰ ه.ق. /۱۲۸۱ م. در تدارک حمله به سوریه و مصر بود، او جهت جلب حمایت پاپ و ادوارد اول پادشاه انگلستان در جنگ برابر دشمن مشترک با آنان نوشت و خواند داشت اما نتوانست حمایت آنان را جلب نماید. سرانجام در سال ۶۸۰ ه.ق. /۱۲۸۱ م. به مملوک حمله کرد. در این نبرد پادشاه ارمنستان نیروهایی به کمک اباقا فرستاد. در نزدیکی حمص جنگ با مصریان درگرفت و علی‌رغم پیروزی‌های اولیه در نهایت سپاه مغول به سختی شکست خورد. اباقا که خود شخصاً در این نبرد حضور نداشت با شنیدن خبر بیاشفت و وعده داد مسئولان این شکست را بازخواست خواهد کرد و سپس خود به تلافی این شکست خواهد رفت، اما هرگز نتوانست به این وعده خود وفا کند چرا که در سال ششم ذی‌الحجه ۶۸۰ ه.ق. /۱۲۸۲ م. در همدان درگذشت. وی را در جزیره شاهی در کنار پدرش به خاک سپردند.

## به حکومت رسیدن ابا قاخان
پس از وفات هولاکو همسر او دوقوز خاتون پس از مشورت با وارثان جاثلیق ارضی پسر خود اباقاخان که حکومت مازندران را داشت به جانشینی نامزد کرد که پس از فوت هولاکو، اباقاخان در سال ۶۶۳ رسماً به حکومت رسید،  اباقاخان در روستای هزاوه در ۱۸ کیلومتری شهر اراک در منطقه هزوشن (تپه باستانی هزوشن) تاجگذاری کرد. حکومت وی نوعی حکومت مستقل محسوب می‌شود که در آن نفوذ خوانین اصلی مغول در ایران از میان رفت.

## اقدامات سیاسی اباقاخان
وی حکومت شروان را در خود شیموت داد، حدود روم وشام را به سرداران خود داد. شیرامون را در گرجستان گذاشت و عطاءالملک جوینی را به حکومت بغداد باقی گذاشت؛ و وزارت را به خواجه شمس‌الدین محمد در تبریز داد .

## اقدامات اقتصادی ابا قاخان
در زمان وی به آبادی عراق توجه بسیاری شد و به تعمیر خرابی‌های عهد مغول پرداخت، وی نهرهایی برای زراعت جاری کرد و اراضی بایر را به مزارع خرم مبدل ساخت. اباقاخان شهر تبریز را به پایتختی انتخاب کرد. زمستان را در ارّان و بغداد و تابستان را در آلاتاغ و سیاه کوه می‌گذراند.

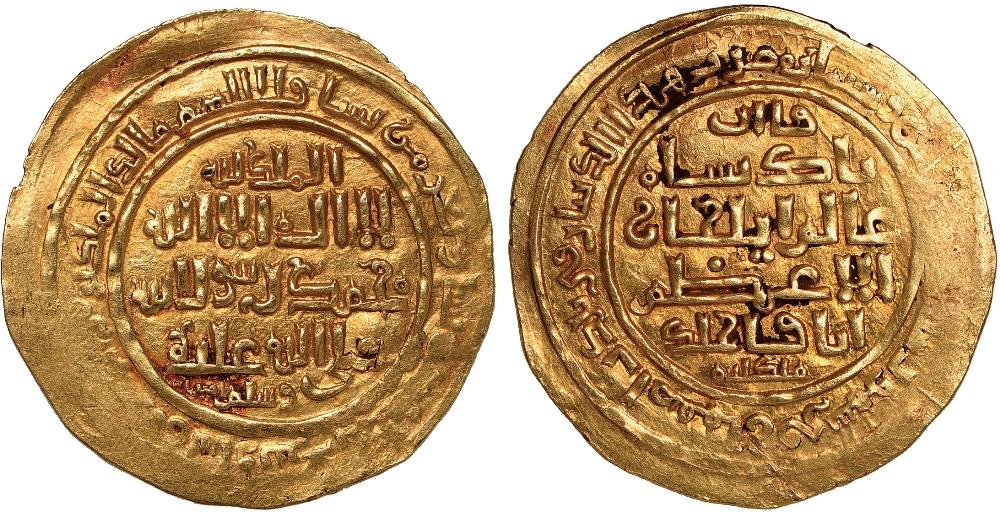
سکه دینار اباقا خان ضرب اصفهان؛ روی سکه: الملک لله لا اله الا الله محمد رسول الله صلی الله علیه و سلم - پشت سکه: قا ان شاه عالم ایلخان الاعظم اباقا خلد ملک الله

## سیاست‌های دینی ابا قاخان
اباقاخان که تربیت یافته دوقوز خاتون بود با وجود بودائی بودن به کیش مسیحیت تعلق خاطر داشت. پدر او هولاکو از امپراتور روم شرقی میخائیل پالئو خواست که یکی از دخترانش را به اباقاخان بدهد، که دختری به نام مریم را به عقد خود درآورد. اباقاخان به خواهش آن دختر آداب تعمید به جا آورد و دین مسیحی را قبول کرد. و همین باعث شد علاقه او به مسیحیان بیشتر شود، روحانیون مسیحی مورد احترام قرار گرفتند. اباقاخان طرح اتحاد با مسیحیان و پاپ و سلاطین مسیحی اروپایی علیه مسلمانان ریخت.

## اوضاع ایرانیان در دوران ابا قاخان
وی فرمان داد تا کلیه قوانینی که هولاکو برقرار ساخته بود پا بر جا بماند و هر گروهی رسم و آیین نیاکان خود را حفظ کند. در آن زمان علاوه بر آیین چنگیزی رکود سنت‌های ایران افراد نالایق و تازه به دوران رسیده وارد دستگاه حکومتی شدند. بودایی گرایی رونق بسیار یافت، دین بودا به اوج شکوفایی رسید و آن‌ها از دادن عوارض و مالیات معاف شدند و بت خانه‌هایی برای آن‌ها ساخته شد. اسلام آوردن دختر سوم اباقاخان و به همسری گرفتن دختر سلطان قطب الدین حاکم کرمان کمک مهمی به مسلمانان برای جلوگیری از پیشرفت کار بودایی و مسیحیان کرد.

## اقدامات ابا قاخان در امور حکومتی
اباقاخان در امور حکومتی تغییرات بسیاری به وجود آورد. مجدالملک یزدی که نزد برادران جوینی خدمت کرده بود را به عنوان مشرف الممالک به منصب وزارت انتخاب کرد که فرمان داد در زیر اسناد رسمی نشان وی در سمت چپ و نشان جوینی در سمت راست سند قرار گیرد.

## جنگ برکای در سال ۶۶۴
برکای که پسر جویی خان سپاهیان خود راه بندر قفقاز به سرداری نوقاعی به تعرض اران و آذربایجان  فرستاد و برادر اباقاخان شیموت او را شکست داد برکای شخصاً خود از دربند گذشت و در کنار رود کورا آمد و اباقاخان چون دید که توانایی مقابله با او ندارد گذاشت او در آن سوی رود کورا قتل و غارت کند و به ساختن استحکامات در جنوب رود کورا و ارس پرداخت؛  اما به واسطه بیماری قلنج برکای درگذشت و سپاهیان او به قلمرو خودشان بازگشتند.

## جنگ براق در سال ۶۶۸
مسعود بیک از جانب براق که حکومت ماوراءالنهر را در اختیار داشت، نزد اباقاخان آمد تا صداقت براق را به حضور اباقاخان ببرد. اما در باطن قصد تحقیق مقدار لشکر اباقاخان را داشت. تصمیم داشت نواحی خراسان و آذربایجان را از دست اباقاخان بیرون آورند. زد و بند و جنگ میان براق و اباقاخان رخ داد، جنگ سختی که در پنج فرسخی هرات رخ داد باعث شکست سخت قشون براق شد. براق از این جنگ نجات یافت اما با سم مسموم گردید. مسعود بیک هم از او جدا شد و اباقاخان از دشمن قوی نجات یافت.

## حمله به مصر و شام
سلاطین مصر و شام دشمن مشترک اباقاخان و مسیحیان به‌شمار می‌رفتند و همین موضوع باعث شد اباقاخان با مسیحیان اتحادی علیه آن‌ها ببندد و از پاپ و سلاطین اروپایی کمک خواست. اباقاخان در اوایل سلطنت خود فکر حمله به مصر و شام و انتقام شکست عین الجالوت را در سر داشت ولی هجوم براق مانع آن شد که نظر خود را عملی سازد در همین زمان چند واقعه مهم رخ داد.
واقعه بیره: در سال ۶۷۱ در زمان سلطان الملک الظاهر که فرمانده لشکر بیبرس بود باعث شکست اباقاخان شد.
واقعه ابلسیتن: در ذی القعده ۶۷۵ در دوران ملک الظاهر که فرمانده جنگ بیبرس بود مسلمین پیروز شدند.
واقعه حمص: و سومین واقعه‌ای که رخ داد حمص در رجب ۶۸۰ در زمان ملک منصور، که فرمانده جنگی آن فلادون بود، باز هم مسلمین در آن جنگ پیروز شدند.

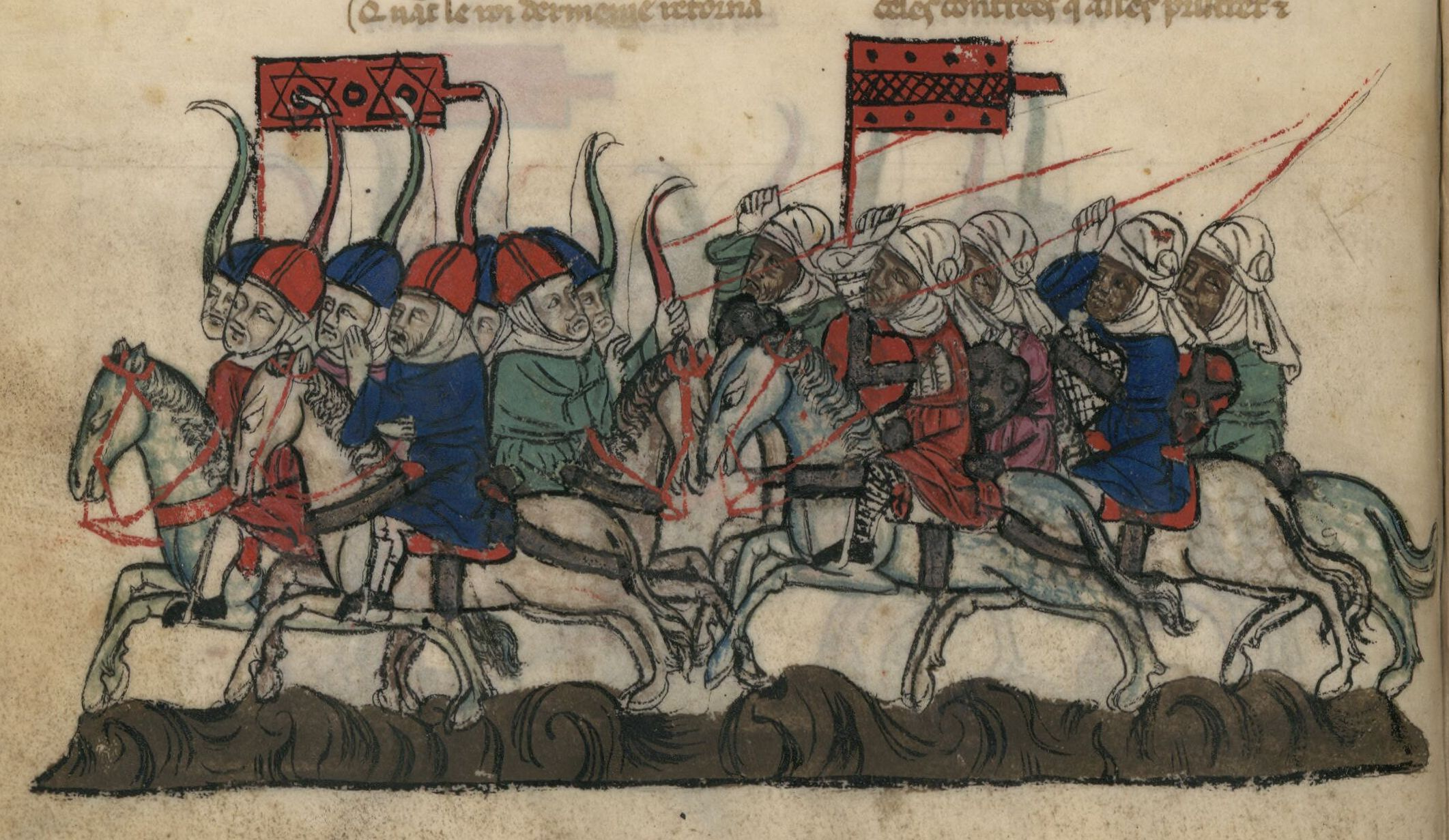
نبرد حمص و شکست مغولان از مسلمانان

## پایان کار ابا قاخان
ابا قاخان که سخت به باده گساری و عیش و نوش مشغول بود و از شکست برادرش در سوریه غمگین بود، در تاریخ ۲۰ ذی حجه ۶۸۰ در همدان جان سپرد.
اباقا خان دو پسر داشت یکی ارغون خان که مادرش قابتمیش خاتون بود و دیگری گیخاتو که مادرش توقران خاتون بود که اول ارغون خان و بعد گیخاتو به سلطنت رسیدند.